# França Ndalu
António dos Santos França, mais conhecido pelo seu nome de guerra França Ndalu, é um ex-futebolista, militar, diplomata e político angolano. Atualmente é deputado da Assembleia Nacional pelo MPLA.

## Biografia
Nasceu na vila-comuna de Mupa, município de Cuvelai, em áreas do então distrito da Huíla (terras que atualmente fazem parte da província Cunene), em 9 de abril de 1938.
Tornou-se futebolista profissional, atuando como meio-campo nas equipas Sporting Clube de Portugal e Associação Académica de Coimbra.
Após a sua breve carreira desportiva, completou a licenciatura em ciências agrárias em Portugal, regressando, em seguida, a Angola, onde se tornou um fervoroso ativista anticolonial.
Ingressou na ala militar do Movimento Popular de Libertação de Angola (MPLA), as Forças Armadas Populares de Libertação de Angola (FAPLA), tomando, a partir de então, o nome de guerra "França Ndalu".
Em 1977 passou a ser membro do Politburo e do Comitê Central do MPLA. Além disso, foi Secretário do Comité Central da Agricultura, Pecuária, Pesca, Cultura e Desporto e, em 1978, comandante do regimento da guarda presidencial do presidente Agostinho Neto; após a morte de Neto, permaneceu no cargo, mas tendo como chefia José Eduardo dos Santos. Em 1980 tornou-se comandante da Força Aérea Popular de Angola.
Em 1982, França Ndalu é promovido a general das FAPLA, tornando-se Chefe do Estado-Maior e Vice-Ministro da Defesa. Em 1988 tornou-se presidente da Frente Sul (Frente Sul) da guerra civil e, em 1990, chefe da Comissão da Junta Político-Militar. Chegou a ser considerado o número dois do regime na década de 1980, sendo conhecido em Angola como "o general dos generais".
Ndalu mais tarde exerceu os cargos de Ministro da Defesa, primeiro embaixador angolano nos Estados Unidos em 1995, e membro do Conselho de Administração da De Beers Angola, de outubro de 2005 a março de 2010.
Na eleição de 31 de dezembro de 2012 foi eleito para a lista nacional do MPLA pela primeira vez, tornando-se deputado da Assembleia Nacional. Após sua reeleição, em 23 de agosto de 2017, passou a integrar a 2ª Comissão Parlamentar, ou Comissão de Defesa, Segurança, Ordem Interna, Antigos Combatentes e Veteranos da Pátria, que é responsável pela defesa, segurança, ordem interna, e antigos combatentes e veteranos de guerra.